# Lionel Jospin
Lionel Jospin (; n. 12 iulie 1937, Meudon, Seine-et-Oise, Franța) este un om politic francez, membru al Partidului Socialist. A fost prim-ministrul Franței din 2 iunie 1997 până în 6 mai 2002 în cadrul președinției lui Jacques Chirac. În prezent este membru al Consiliului Constituțional.

## Legături externe
- fr  Pagina pe site-ul al Consiliului Constituțional
- fr  Pagina pe site-ul al Adunării Naționale (arhivă)